# Parafia Zwiastowania Najświętszej Maryi Panny w Jabłonicy Polskiej
Parafia Zwiastowania Najświętszej Maryi Panny w Jabłonicy Polskiej − parafia rzymskokatolicka, znajdująca się w archidiecezji przemyskiej, w dekanacie Krosno II. 

## Historia
15 stycznia 1946 roku w Jabłonicy Polskiej, dekretem bpa Franciszka Bardy została erygowana ekspozytura pw. Zwiastowania Najświętszej Maryi Panny, z wydzielonego terytorium parafii Kombornia.  Na kościół parafialny zaadaptowano dawną cerkiew. W 1956 roku dobudowano zakrystię.
Na terenie parafii jest 1036 wiernych.
Proboszczowie parafii:
1946–1958. ks. Piotr Kuźniar (ekspozyt).
1958–1970. ks. Eugeniusz Konopka (ekspozyt).
1970–1988. ks. Tadeusz Szajnowski.
1988– nadal ks. prał. Mateusz Homik.